# Чепаро (Ријети)
Чепаро је насеље у Италији у округу Ријети, региону Лацио.
Према процени из 2011. у насељу је живело 42 становника. Насеље се налази на надморској висини од 852 м.